# Communauté de communes du Pays de Sierentz
La communauté de communes du Pays de Sierentz est une ancienne communauté de communes française, située dans le département du Haut-Rhin et la région Grand Est. 
Essentiellement rurale, elle s'étend de la plaine du Rhin aux collines du Sundgau.

## Histoire
Le 1er janvier 2013, la commune de Steinbrunn-le-Bas quitte la communauté de communes pour intégrer celle de Mulhouse Alsace Agglomération.
Elle fusionne avec la communauté d'agglomération des Trois Frontières et la communauté de communes de la Porte du Sundgau le 1er janvier 2017 pour former Saint-Louis Agglomération.

## Composition
La communauté de communes regroupe 17 communes représentant 18 300 habitants :
| Nom                | Code Insee | Gentilé           | Superficie (km2) | Population (dernière pop. légale) | Densité (hab./km2) |
| ------------------ | ---------- | ----------------- | ---------------- | --------------------------------- | ------------------ |
| Sierentz (siège)   | 68309      | Sierentzois       | 13,22            | 3 471 (2014)                      | 263                |
| Brinckheim         | 68054      | Brinckheimois     | 3,41             | 344 (2014)                        | 101                |
| Geispitzen         | 68103      | Geispitzenois     | 6,02             | 437 (2014)                        | 73                 |
| Helfrantzkirch     | 68132      | Helfrantzkirchois | 6,23             | 714 (2014)                        | 115                |
| Kappelen           | 68160      | Kappelenois       | 5,15             | 567 (2014)                        | 110                |
| Kœtzingue          | 68170      | Kœtzinguois       | 5,14             | 611 (2014)                        | 119                |
| Landser            | 68174      |                   | 3,04             | 1 558 (2014)                      | 513                |
| Magstatt-le-Bas    | 68197      | Magstattois       | 3,35             | 482 (2014)                        | 144                |
| Magstatt-le-Haut   | 68198      |                   | 3,91             | 281 (2014)                        | 72                 |
| Rantzwiller        | 68265      | Rantzwillerois    | 5,47             | 809 (2014)                        | 148                |
| Schlierbach        | 68301      | Schlierbachois    | 11,80            | 1 193 (2014)                      | 101                |
| Steinbrunn-le-Haut | 68324      |                   | 9,21             | 584 (2014)                        | 63                 |
| Stetten            | 68327      |                   | 4,32             | 346 (2014)                        | 80                 |
| Uffheim            | 68341      | Uffheimois        | 4,36             | 858 (2014)                        | 197                |
| Wahlbach           | 68353      | Wahlbachois       | 6,41             | 488 (2014)                        | 76                 |
| Waltenheim         | 68357      | Waltenheimois     | 2,32             | 556 (2014)                        | 240                |
| Zaessingue         | 68382      | Zaessinguois      | 4,99             | 384 (2014)                        | 77                 |

## Activités
Chaque année, la COMCOM du pays de Sierentz organise diverses activités pour enfants comme pour les adultes, voici quelques exemples :
-Annim'Eté : Chaque année, du lundi de la deuxième semaine de juillet jusqu'au dernier vendredi d’août sont organisés quelques petits stages pour enfants d'une durée d'une semaine, par exemple un enfant de 7 ans pourrait très bien faire du poney, un autre de 16 ans du cheval, un autre de 8 ans faire "Atelier Bois", pour chaque stage les âges requis ne sont pas les mêmes.
-Les mercredis nature : Chaque année depuis 2009 la COMCOM organise en partenariat avec la petite Camargue Alsacienne "les mercredis nature", pendant 4 mercredis les enfants inscrits partent à Kœtzingue avec une monitrice découvrir les forêts, les animaux sauvages ...
-Les samedis de neiges : Pendant 4 samedis des jeunes de 11 à 17 ans partent au Markstein pendant toute une journée pour apprendre à skier ou tout simplement skier avec des moniteurs, à midi les jeunes reçoivent à manger.
-Les journées « glisse » au Markstein : C'est un peu comme les samedis des neiges, des enfants et ados de 7 à 17 ans partent au Markstein pendant une semaine, départ le matin retour en début de soirée, à midi les enfants mangent dans une auberge.
Cette liste n'est pas exhaustive, si vous voulez connaitre toutes les activités, rendez vous sur le site de la ComCom de Sierentz.